# Maternité (Modigliani)
Pour les articles homonymes, voir Maternité.
Maternité est un tableau réalisé par le peintre italien Amedeo Modigliani en 1919. Cette huile sur toile est le double portrait d'une femme et de l'enfant sur ses genoux, dans un intérieur. Autrefois la propriété de Jean et Geneviève Masurel, l'œuvre fait partie des collections du musée national d'Art moderne, à Paris. Elle se trouve depuis 2010 en dépôt au Lille Métropole Musée d'Art moderne, d'Art contemporain et d'Art brut, à Villeneuve-d'Ascq, dans le Nord.